# Geórgios Tzavel·las
Geórgios Tzavel·las (nascut el 26 de novembre de 1987 a Víronas, Atenes), és un futbolista grec que actualment juga per l'AEK Atenes FC.